# Bajon

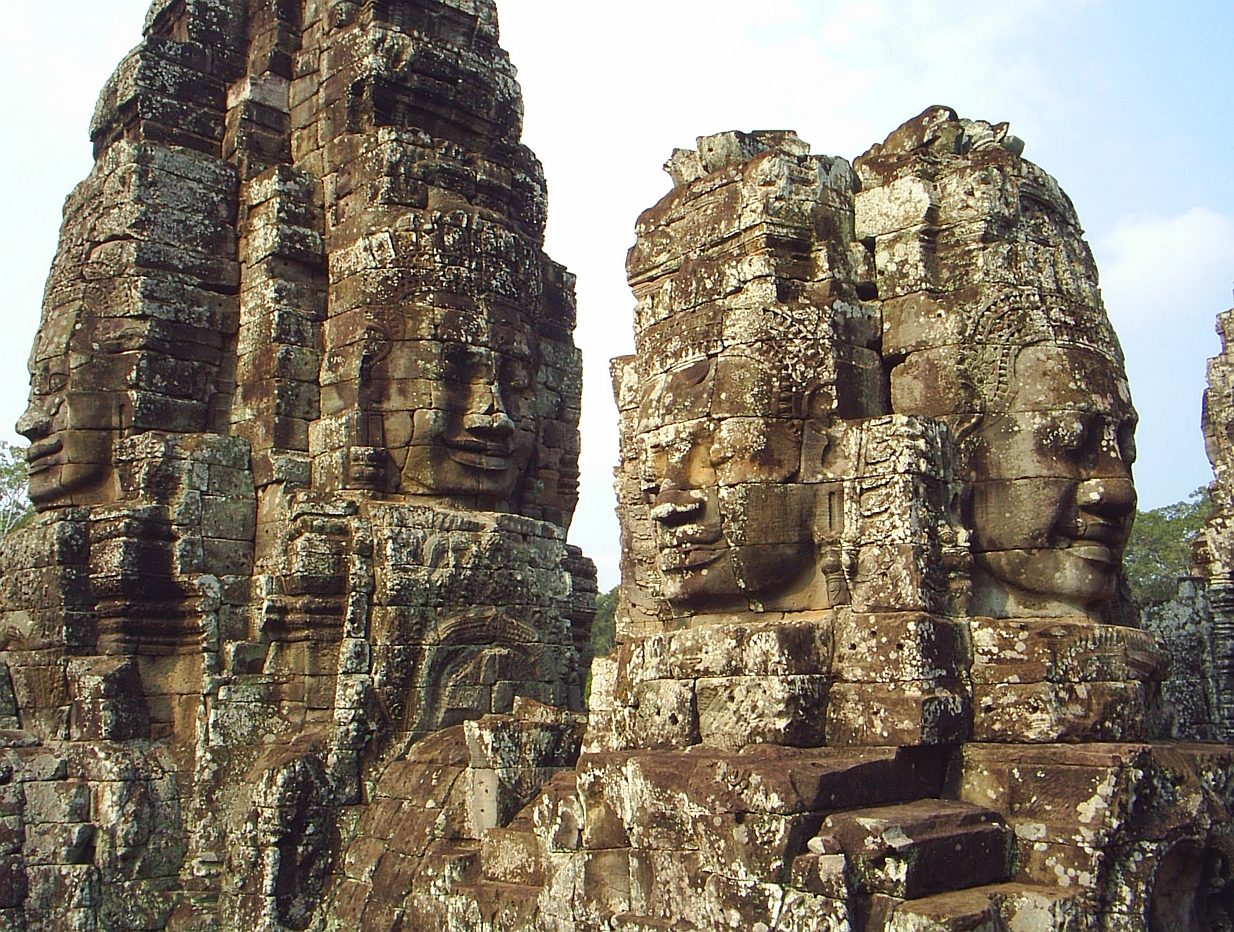
A felső terasz arcos-tornyai

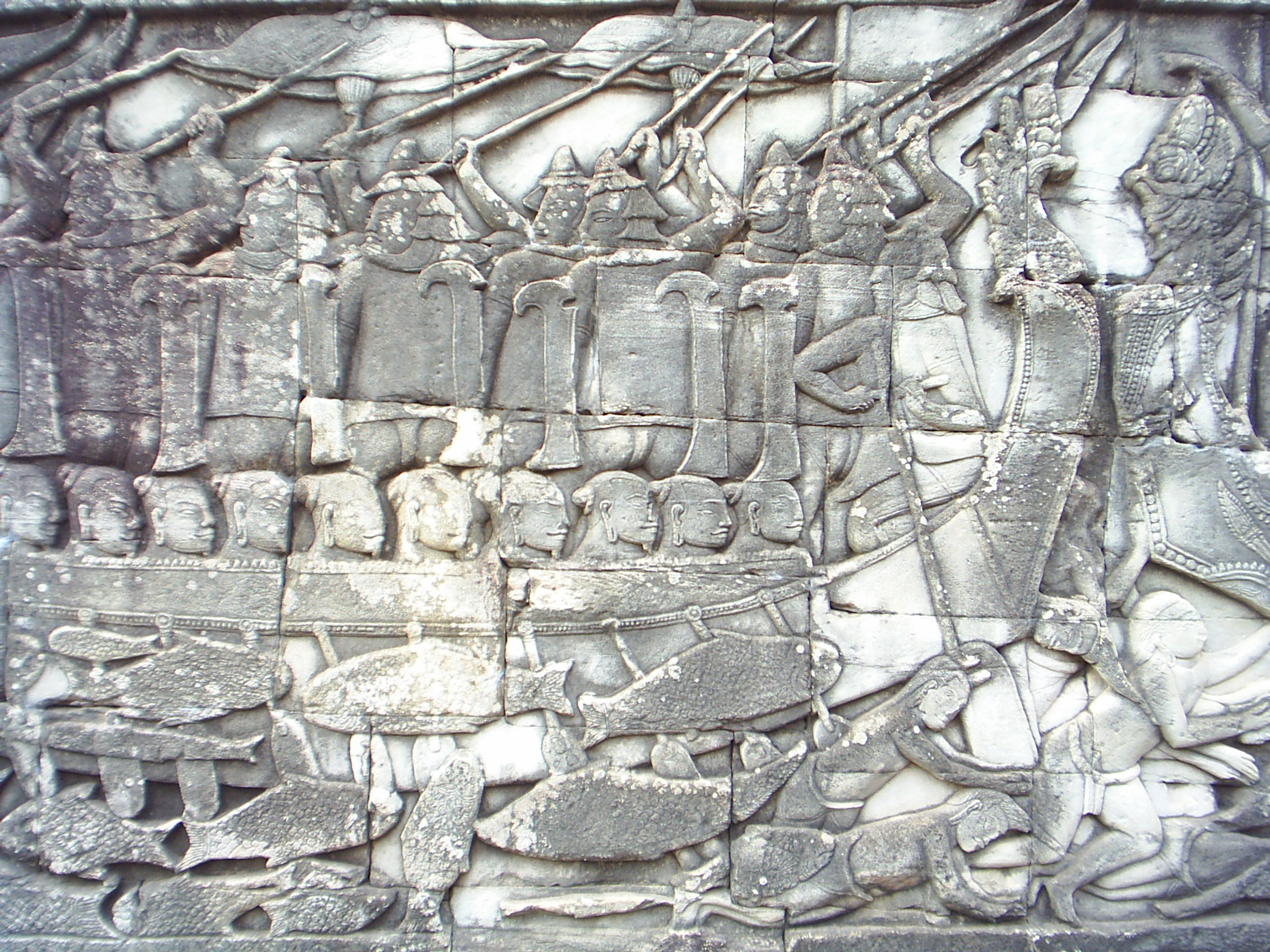
Tengeri csatajelenet a déli, külső galéria domborművének részlete, amelyen a csónakokban csam katonákat, a vízben khmer harcosok holttesteit láthatjuk.

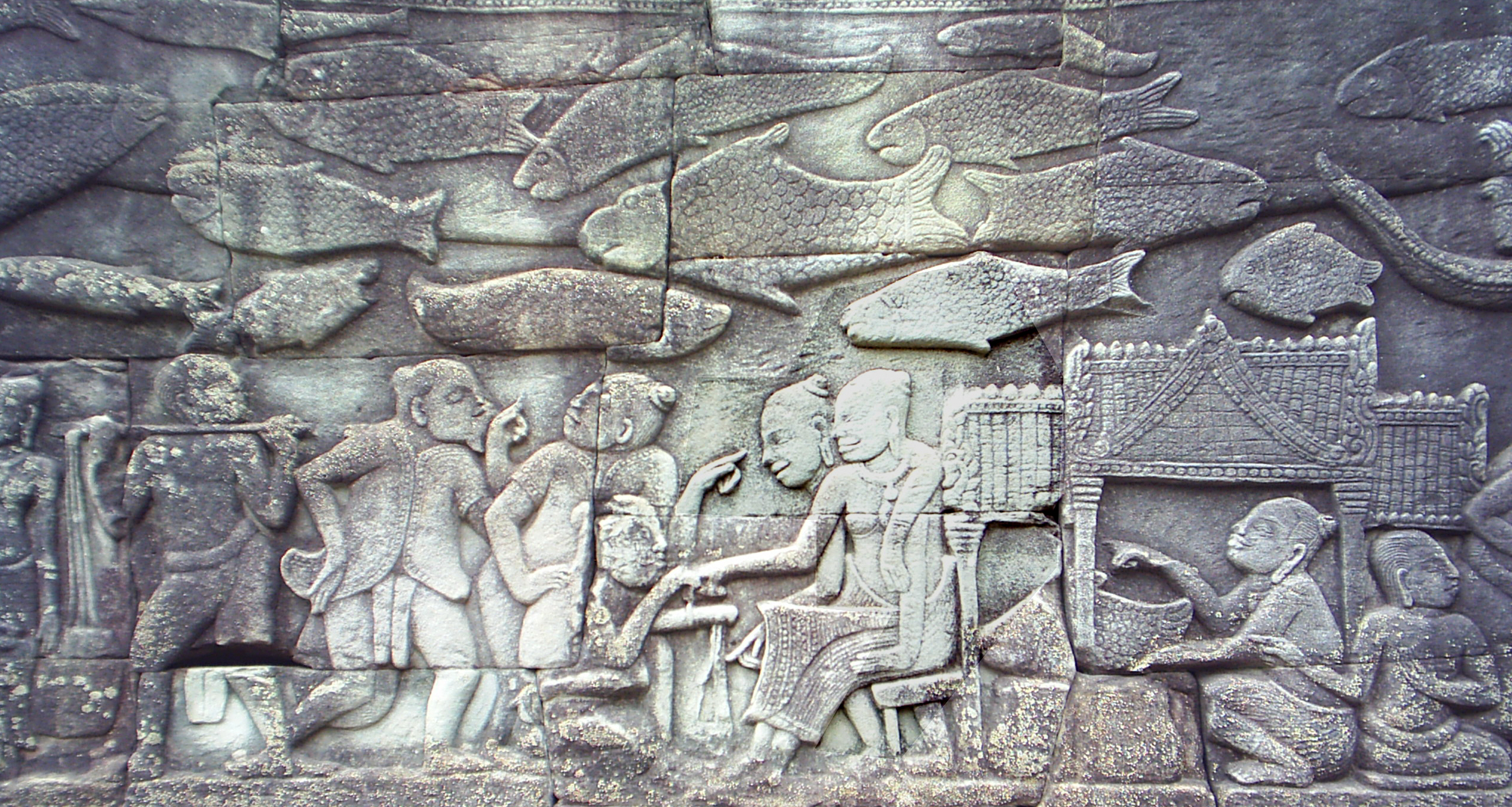
Piaci jelenet a templom déli galériájáról, ahol éppen az áru mérését ábrázolják (a kövér halak, a tengeri csatát ábrázoló domborműrészlethez tartoznak)

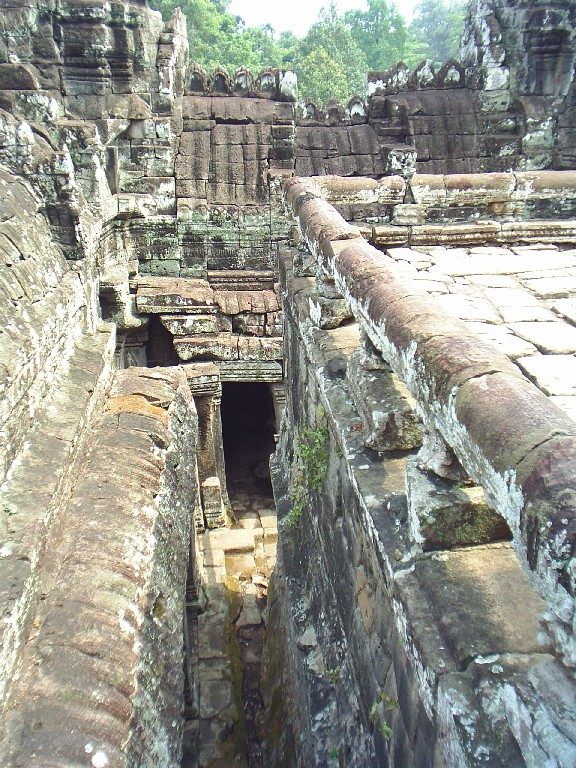
A belső folyosó kis részlete (balra lent) és a felső terasz (jobbra).

A Bajon-templom az angkori templomváros része Kambodzsában, a Khmer Birodalom VII. Dzsajavarman király (1181–1219) uralkodása idején újjáépített fővárosa, Angkorthom középpontjában álló buddhista főtemplom. A finoman dekorált Bajon-templom nevezetességei az ún. „arcos tornyok”; a négy égtáj felé forduló tornyokat összesen 196 két és fél méter magas szobor díszíti. A templomot körülfogó árkádos folyosókat, galériákat csodálatos domborművek borítják, amelyek mitológiai és Angkor korabeli történelmét idéző jeleneteket ábrázolnak. A templomot restauráló japán JSA régészei véleménye szerint Angkorvat a klasszikus stílusával szemben a Bajon-templom „a barokk stílus meglepő, újszerű kifejeződése”.

## Története

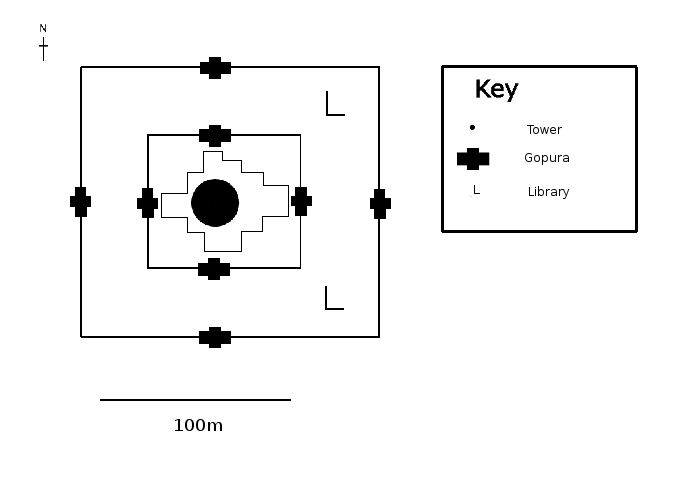
A Bajon-templom strukturális térképe

VII. Dzsajavarman király trónra lépése előtt az ország az annami csamok megszállása alatt állt. A király megszervezte a függetlenségi harcot; kiűzte a megszállókat és kambodzsai vetélytársaival szemben megerősítette vezető szerepét. Amikor 1181-ben az újjáalakult Khmer Birodalom királyává koronázták, már 60 éves volt. Ekkor kezdődött 39 évig tartó, eredményekben igen gazdag uralkodása. Trónra lépése után folytatta hadjáratait: meghódította Csampát, Laosz déli részét, a Maláj-félsziget és Burma egyes részeit, és hozzálátott a királyi főváros újjáépítéséhez. Később energiáit és szervezőkészségét egyre inkább a buddhista vallási és valláspolitikai építőtevékenységnek szentelte. Bámulatot keltő templomok egész sorát építtette, közöttük a Bajon-templomot.
A Bajon Angkor legutolsó és egyben egyetlen temploma, amely tisztán a mahájána buddhizmus tanai szerint épült (bár az idők során különböző helyi istenségeket tiszteltek benne). E „templompiramis” állt VII. Dzsajavarman király (a Nagy Építő) városépítési programjának középpontjában, amely az istenkirály kultuszát szolgáló legfőbb centrum és egyben személyes mauzóleuma lett. A templomtornyokat díszítő megkapó egyszerűségű mosolygó arcok és a város más szobrainak jelentős része a kutatók véleménye szerint VII. Dzsajavarman király, illetve a buddhaiságát ez emberi élet szolgálatáért feladó megvilágosult égi lélek, Avalokitésvara bódhiszattva arcvonásait idézik. Az enyhén ívelt ajkakkal és lezárt szemhéjak árnyékolta szemekkel megformált sejtelmes mimikájú arcok jelentik azóta is a világ számára Angkor időtlen mosolyát.
A 13. század közepén VIII. Dzsajavarman uralkodása idején a templomot hindu templommá alakították, majd a század végén, a théraváda buddhizmus szellemében ismét átépítették. Ez után a Bajon-templom, mint Angkorthom egésze, hanyatlásnak indult és az őserdő fogságába került. A VII. Dzsajavarman halála után  épült templomrészek: a keleti terasz, a könyvtárak, a belső galériák sarokrészei, valamint a felső terasz.
A templom rekonstruálását  a 20. század elején az École Française d’Extrême-Orient (EFEO) régészei kezdték meg. 1992 óta a templom mint Angor romjainak része világörökség. 1995-től a templom konzerválási munkálatait a japán JSA (Japanese Government team for the Safeguarding of Angkor) tudósai végzik.

## Az épület
A keleti tájolású templom Angkorthom egzakt mértani középpontjában áll, a városkapuktól induló főútvonalak metszéspontjában. A templomnak nincsenek valóságos falai és Angkor korábbi főtemplomaival ellentétben nem határolják vizesárkok.
A Bajon  piramis alakú épületét a központi szentély, két körbefutó fedett folyosó és egy felső terasz alkotja. A templom déli gopuráján (átjáró) lenyűgöző, kővé vált arcok alatt átsétálva jut be a mai látogató a Bajon „tánctermébe” – valaha itt lejtették légiesen finom táncaikat a mennyei táncosnők, az apszarák, illetve földi másaik. A csupa oszlop táncterem mellett találjuk a külső reliefgalériát. A külső folyosók falain gyönyörű domborművek mutatják be a khmer nép történelmét és mindennapi életét. A keleti fal közepén álló átjárótól indulva, az óramutató járásának megfelelően haladva a következő jelenetek láthatóak: a khmer hadsereg menetelése (közöttük néhány kínai katonával), fegyverekkel megrakott szekerek követik őket; hétköznapi jelenetek: kakasviadal, nyárson húst sütő parasztok; a délkeleti sarkon templomi jelenet; a déli falon a khmerek és a csamok között, a Szap-tó vizén vívott ütközet, alatta háztartási, piaci jelenetek; a vízi összecsapás; palotajelenet; a csam hajók partot érése és a khmerek fölött szárazföldi ütközetben aratott győzelmük, majd  khmer győzelmi ünnepség; további katonai események (khmerek és csamok között); a nyugati galérián befejezetlen domborműveken a khmer csapatok átvonulnak az erdőn, csatajelenetek (Freeman és Jacques véleménye szerint ezek a jelenetek az 1182. évi hadmozdulatokat, khmer területek visszafoglalását ábrázolják); koronázási jelenet; az északi galérián ismét befejezetlen domborműveken királyi mulatságok, és további harci jelenetek a csamok vereségét ábrázolják; az északkeleti sarkon újabb menetelő csapatok, és a keleti galéria másik felén szárazföldi csatajelenetek a khmerek győzelméről. Az egész olyan, mint egy hatalmas 3,5 méter magas képeskönyv.
A külső és belső galériák által határolt udvar keleti oldalán a bejárat jobb és bal oldalaira egy-egy könyvtárat építettek. Az udvart korábban díszítő tizenhat kápolnát  VIII. Dzsajavarman leromboltatta. A belső folyosókat megemelték és sarkaikat megerősítették, az eredetileg keresztirányú folyosókat négyzet alaprajzúra egészítették ki. Az itt található, VIII. Dzsajavarman idejében készült domborművek stílusa és témája a korábbiaktól eltérően a hindu mitológia jeleneteit ábrázolják, és Angkorvat reliefjeinek stílusát idézik. Az itt ábrázolt képek nem alkotnak összefüggő jelenetsort.
A reliefek két fő típusa található meg Angkorban. Az ún. mély relief (bas-relief) csak néhány milliméterre, esetleg fél centiméterre emelkedik ki a kőfelületből, míg a magas relief  (haute-relief) olyan benyomást kelt, mintha szobrot támasztottak volna a kőlap elé: az így ábrázolt alakok általában negyedig, néhol félig emelkednek ki az alaplapból. A kettesével vagy hármasával, néhol önállóan álló, közel életnagyságú apszarák általában szép magas reliefeken jelennek meg, míg a nagy, sok száz négyzetméteres „képeskönyvek” kivétel nélkül mély reliefek.
A felső teraszra a belső folyosókról lehet feljutni, és innen csodálhatóak meg legjobban a tornyok hatalmas mosolygó arcai. A lótuszvirág formájú tornyok eredetileg csak a belső folyosók és a kápolnák tetejéről emelkedtek a magasba. A központi torony arcait és a többi tornyot később faragták: végül összesen 49 torony díszítette a templomot, amelyből mára 37 maradt meg.